# ハリル・クート
ハリル・クート (Halil Kut, 1882年 - 1957年8月20日)は、オスマン帝国の軍人。最終階級は「ミールリヴァー」 (旅団指揮官)。ハリル・パシャの名で言及されることも多い。

## 生い立ち
1882年にイスタンブールで生まれた。1899年3月14日、陸軍士官学校 (陸士1317年入学組)に入学した。クラスには、メフメド・ハイリ・エフェンディ、ムスタファ・ケマル・エフェンディ、ジャヴィド・エフェンディ、メフメド・アーリフ・エフェンディ、アリ・フアド・エフェンディ、イスマイル・ハック・エフェンディ、アフメド・フアド・エフェンディらがいた。そして、1902年2月10日に同校を卒業した後、1905年1月11日、陸軍大学校 (陸大57期、首席はアリ・イフサン・エフェンディを優秀大尉として修了し、在マケドニア第3軍にて3年間勤務し、そこで統一と進歩委員会に加入した。1908年に第二立憲制が成ると、委員会はシャーへの反対勢力を組織するべくハリルをペルシャに派遣した。しかし、1909年4月13日の3月31日事件の後、イスタンブールに呼び戻され、スルタンの護衛隊長となった。その後、セラーニクに派遣され、巡回ジャンダルマ部隊を指揮した。伊土戦争では、自身より年上だが甥にあたるエンヴェル・ベイ少佐らとともにリビアで戦い、バルカン戦争に従軍した。その後、短期間ではあるが、ワン巡回ジャンダルマ連隊司令官を務め、連隊の指揮を後任のキャーズム「キョプリュリュ」・ベイに引継ぎ、イスタンブールに戻った。

## 第一次世界大戦

### コーカサス・ペルシャ戦線
オスマン帝国が第一次世界大戦に参戦したとき、ハリル・ベイは、イスタンブールの最高司令部に勤務していた。ペルシャに進出する計画のため、ハリル・ベイ中佐の指揮のもと第5遠征隊が編成され、1914年12月半ばにモースルに向かうべく汽車でイスタンブールを発った。しばらくして、第1遠征隊がキャーズム「ゼイレク」・ベイ中佐の指揮のもと、12月24日にイスタンブールから移動を開始し、アレッポまで汽車で、そこからユーフラテス川を利用してバグダッドへ、シャットルアラブ川を利用してテヘラン方面へ向かう予定であった。 サルカムシュの敗戦のため、第5遠征隊は第3軍の増援部隊とされ、1915年1月半ばにムースルへ向かうのを取りやめ、ウルファからディヤルバクルを通って第3軍に合流するよう命令された。この間、ハリル・ベイはイスタンブールに召還され、後任にベキル・サーミ・ベイ少佐が任命された。 一方、1915年1月4日、バジルゲ国境大隊と、特務機関テシュキラートゥ・マフスーサのオメル・ナージ・ベイ指揮下の部族部隊は、ミヤンドアブの戦いの後、キルクーク郡知事ハリト・エフェンディ指揮下でスルドゥズ (現在のナガデ)－ウルミイェ方面を進んでいた部隊とともに、ウルミイェを占領した。イブラヒム・フェヴズィ・ベイの先遣隊は、1月12日にタブリーズを占領し、オメル・ナージ・ベイもそれに続いた。しかし、1月27日、ソフィアンの戦いで、オスマン軍はロシアのフョードル・チェルノズボフ中将の指揮するコサック部隊に撃破され、1月30日にはタブリーズを占領された。
第1遠征隊は、出発から2ヶ月かけ、2月18日にモースルに到着し始めた。3月1日、第3軍は、第1遠征隊をモースルからレワンドゥズを経由しウルミア湖から東進させタブリーズとダゲスタンに向かわせる決定を下した。第1遠征隊は、3月5日にレワンドゥズに向けて出発し、3月14日に到着した。約3週間そこに留まった後、4月4日に出発し、ラヤトに2日間留まり、4月17日にウルミイェに到着した。4月24日にウルミイェから北上し、ディルマンの南のシュールゴール高地に到達し、4月28日、ハーンタフティでロシア軍との最初の戦闘を行った。(ディルマンの戦い)。
その間、4月17日にシュタク郡のアルメニア人が蜂起し、4月20日には、ワン市内でアルメニア人武装勢力が警察分署やムスリムの家々を攻撃した。県知事のジェヴデド・ベイ (Cevdet Belbez)の指揮する部隊はアルメニア人武装勢力と戦闘を繰り返した (ヴァン攻囲戦)。ディルマンでの攻撃に失敗した第1遠征隊は、5月12日夜、シュールゴール高地を離れ、バジルゲ‐ゲヴァル‐バシュカレ経由でワンに向かった。ロシア軍もコトゥル-サライ経由とバルギリ経由の二方面からワンに向かっていた。このロシア軍の接近のため、ジェヴデド・ベイは、5月16日夜、ワンを放棄して、バシュカレ方面に撤退し、第1遠征隊に合流した。5月31日、メルダーネに到達した第1遠征隊は、行軍中のワン巡回ジャンダルマ師団の部隊を敵軍と間違えて攻撃してしまった。
6月17日、ハリルは大佐への昇進と(新編成の)軍団の司令官への任命の通知を受け、第1遠征隊の指揮権を第44歩兵連隊長レシッド・ベイに委ね、6月19日にビトリスに至った。第1遠征隊の主力はタトワン周辺に在り、ビトリスにいた同遠征隊の支隊は、6月18日にアフラトを奪還していた。ハリルは、ビトリスで数日間の休息をとった後、軍団を編成する任務に就いた。マフムード・キャーミル・パシャが指揮する第3軍のうち右翼を構成する第1遠征隊 (アリ・イフサン・ベイ大佐)、第5遠征隊 (ベキル・サーミ・ベイ中佐)、第36歩兵師団 (キャーズム「キョプリュリュ」・ベイ中佐)から混成ハリル軍団が編成され、6月23日夕刻、ハリルの軍団司令部は、ビトリスからタトワンに進出した。7月までに、ハリルの部隊はマラズギルト－アフラト線まで進出した。9月20日、混成ハリル軍団は、第18軍団として再編成された。

### メソポタミア・ペルシャ戦線
1916年1月10日、メソポタミア戦線の第6軍隷下のイラク地域司令官にヌーレッディン・ベイ大佐の後任として任命され、 クート・エル・アマラで包囲されていたチャールズ・タウンゼンド中将指揮下の英印軍第6プーナ歩兵師団に対する攻撃を続行した(クートの戦い)。また、1916年1月から1917年3月までバグダッド県知事を兼務した。第6軍司令官コルマール・フォン・デア・ゴルツ元帥が、4月19日にバグダッドでチフスで死亡すると、その後任に任命された。4月29日、タウンゼンドは兵士1万3千人と共に降伏し、ハリルは「クテュル・アマレの英雄」 (Kut'ül Amare Kahramanı)と呼ばれた。5月末、ロシア軍の退却に乗じて、アリ・イフサン・ベイ大佐指揮下の第13軍団をペルシャ戦線に転進させ攻勢を開始させて、6月9日にカスレ・シーリーン、7月2日にケルマーンシャー、8月10日にハマダーンを占領した。ハリルのこの行動は、イギリス軍とロシア軍の合流を阻止した。
1916年秋、攻勢は頓挫した。1917年2月、バグダッドへの脅威に対処するため、第13軍団がメソポタミア戦線に戻され、ロシア軍はハマダーン、サナンダジュ、ケルマーンシャーを奪還した。2月25日、イギリス軍は、クート・エル・アマラを再び占領し、3月11日にはバグダッドを占領した(バグダッド陥落)。

### 東部軍集団司令官
1918年6月29日、「カチュ」ヴェヒプ・パシャの後任として、コーカサス及びメソポタミアで行動する第3軍（エサド・パシャ）、第9軍（ヤークブ・シェヴキ・パシャ）を統括する東部軍集団司令官に任命された。
その後、軍には、ダゲスタンと北コーカサスを奪取する任務が付与された。7月31日、甥のヌーリ・パシャの指揮するコーカサス・イスラーム軍は攻勢に転じ、8月5日にはバクーを占領したが、撃退された。9月15日、バクーを再占領。ハリル・パシャは、シュシャでのアルメニア人虐殺の組織者とされる(シュシャ虐殺事件)。10月21日に東部軍集団が解散され、ハリルはイスタンブールに戻された。 その後、10月30日に調印され31日正午に発効したムドロス休戦協定により、部隊はコーカサスから撤収することになった。

## ムドロス休戦協定以後
ハリルは、イギリス占領軍によってイスタンブールで拘束されベキルアー軍刑務所に収監されたが、1919年8月8日に脱獄し、アンカラで第20軍団司令官アリ・フアト・パシャと接触した。アリ・フアトの奨めで、9月半ばにスィワスを訪れて、ムスタファ・ケマル・パシャと会談した。ムスタファ・ケマルは、ハリルにコーカサス戦線に行き部隊をアナトリアに戻し、ロシアから受けられる支援の調査をするよう依頼した。共産党との数ヶ月におよび交渉の後、モスクワとトルコの革命勢力との間の架け橋を築くことに成功したハリルは、1920年4月28日のアゼルバイジャンの共産化の手助けをした後、5月半ばに、トルコ国民軍の非公式の代理人としてチチェーリン、カラハン、カーメネフらと接触し、100000リラ相当の金塊と6万丁の銃と100百万の銃弾の移送を確保した。 モスクワは、ハリルへの物質的支援の見返りにビトリス、ワン、ムシュ各県の一部のアルメニアへの割譲を要求した。ハリルは、100000リラ相当の金塊とともにモスクワを発ち、カラキョセ (今日のアール)で第11カフカス師団長ジャヴィト・ベイ中佐に手渡した。 1921年2月下旬、ハリルは病気を理由にモスクワからトラブゾンに来た。 しかし、ケマルにとって政敵であるエンヴェル・パシャとの関係を疑われたためにトルコでの滞在は許可されず、まずモスクワに戻り、1922年、エンヴェル・パシャがボリシェヴィキに対して闘争を開始すると、ベルリンに移った。
1923年のトルコ共和国の宣言の後、ハリルはトルコに戻ることが許可され帰国した。
1957年にイスタンブールで死去した。

## 親族
- エンヴェル・パシャやヌーリ・キルリギルの叔父。
- カヤ・パシャカイ（トルコ語版）は、ハリルの娘シュクリイェ・ハヌム (Şükriye Hanım)の息子でハリルの孫にあたり、元外交官で、トルコのフリーメーソン・グランド・ロッジ (「自由で公認されたフリーメーソン・グランド・ロッジ」)のグランドマスターを務めた。[18]
- アフー・パシャカイ(Ahu Paşakay)は、カヤ・パシャカイの娘で、ハリルの曾孫にあたり、1995年に開催されたミス・インターナショナル・コンテストの国内予選で3位に入賞した後、ガーイェ・ソョクメン・モデル事務所に所属するファッションモデルとなった。マルマラ大学芸術学部インテリアアーキテクチャ学科4年生で学び、ドゥマン（トルコ語版）のソリストでギタリストのカーン・タンギョゼ（トルコ語版）と付き合っていたが、2002年10月20日23時30分頃、ベシクタシのクルチェシメ街区にあるハリル・パシャ邸 (Halil Paşa Yalısı)の自室で首吊り自殺した。

## 著書
- Kut'ül Amare Kahramanı Halil Paşa'nın Anıları: Bitmeyen Savaş, İstanbul, 1972. (『クテュル・アマレの英雄ハリル・パシャの回想：終わらない戦争』)

- ハリルは、その回想録に、「我が祖国の最も恐ろしく辛い日々に、我々を敵の虜として歴史から消そうとしたために、私はアルメニア民族を最後の一人に至るまで抹殺せんとした」と記している。[19]